# Bildtse boerderij

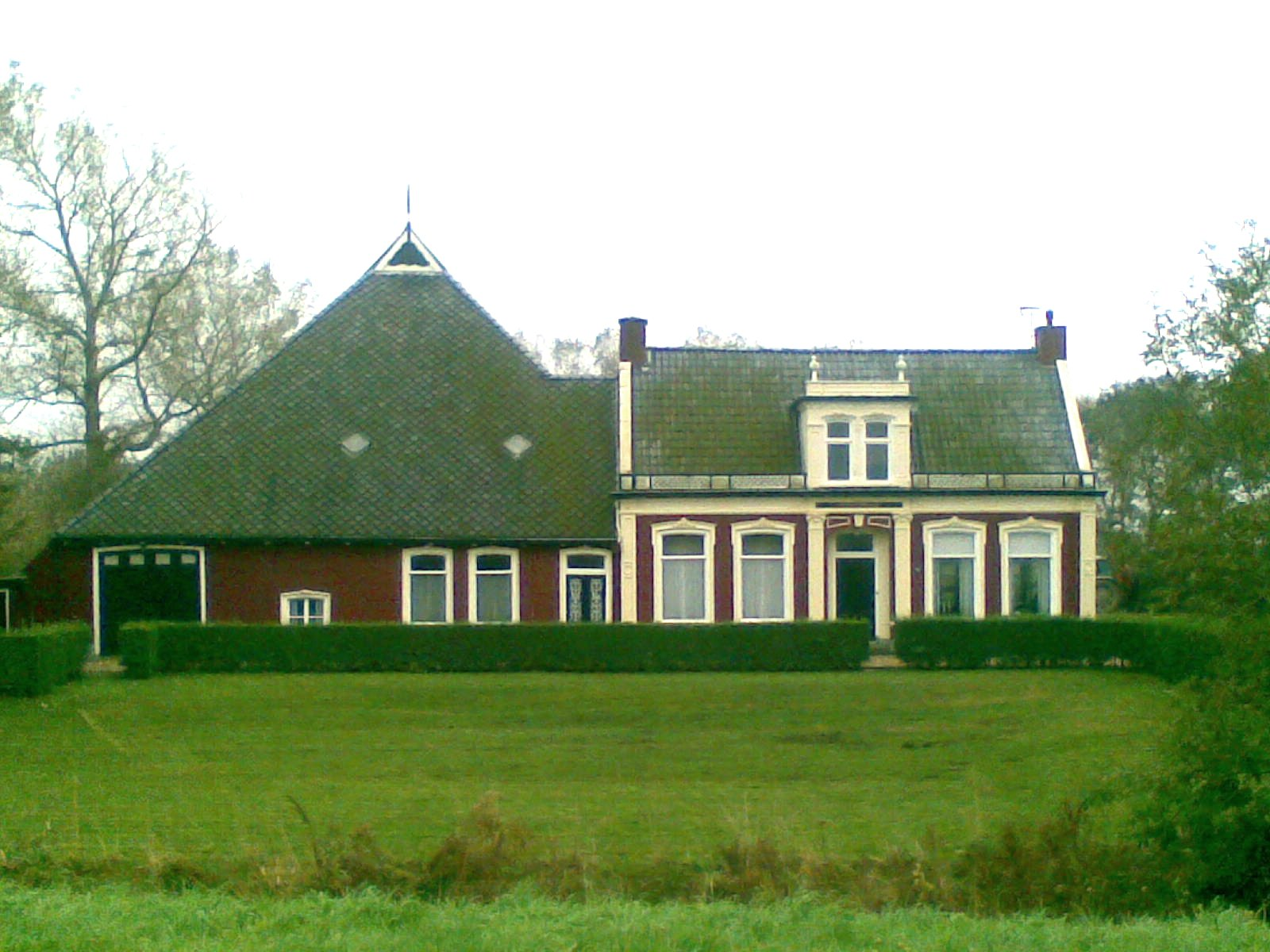
Karakteristiek Bildtse Kop-hals-romp boerderij langs de Oude Bildtdijk

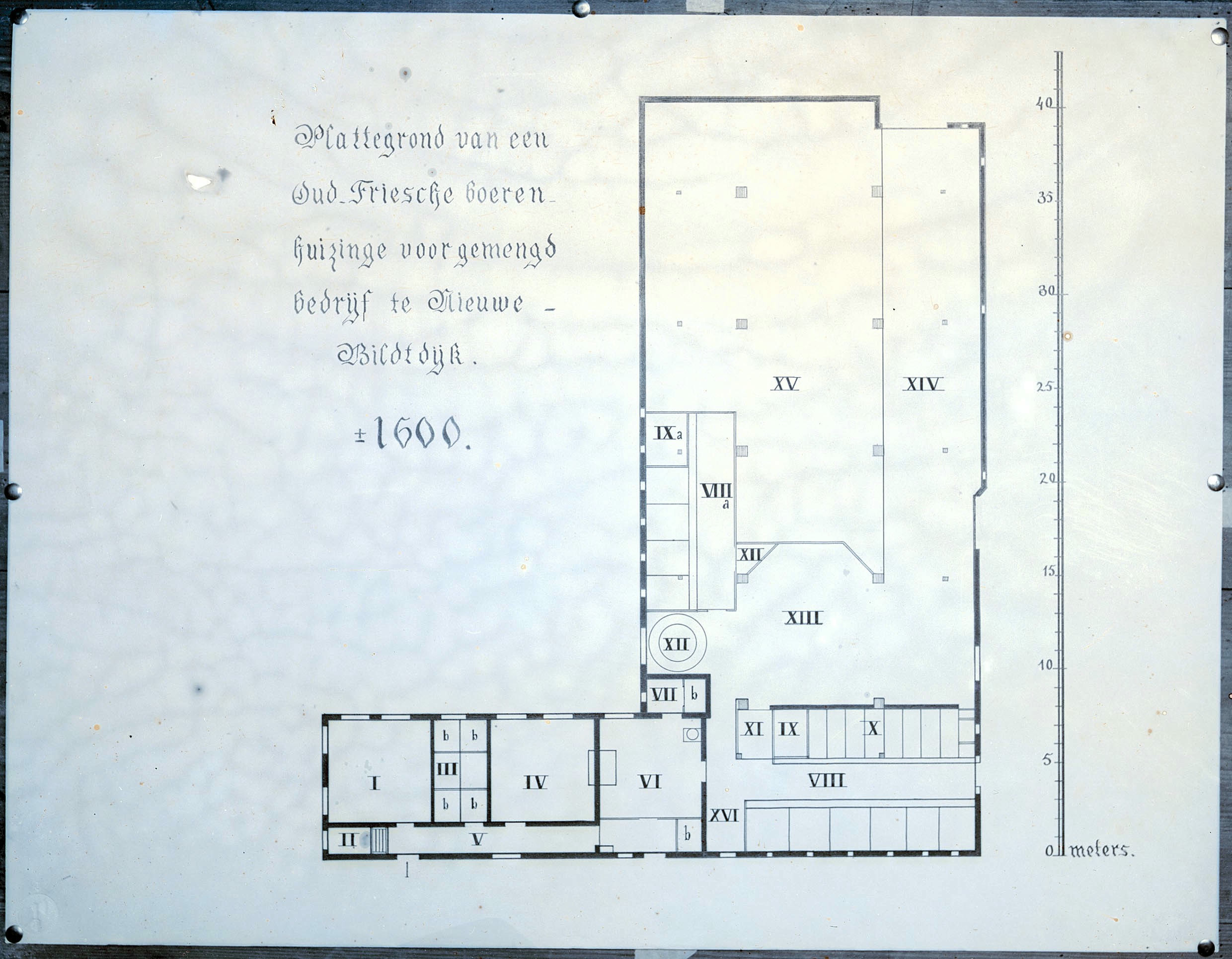
Plattegrond van een boerderij voor gemengd bedrijf te Nieuwe Bildtzijl. Boerderijonderzoeker Klaas Uilkema meende dat deze boerderij van rond 1600 zou dateren.

De Bildtse boerderij of winkelhaakboerderij is een karakteristieke type kop-hals-rompboerderij waarbij het bedrijfsgedeelte haaks op het woongedeelte is geplaatst. De reden hiervoor is niet bekend. 
Dit type boerderij is vrijwel uitsluitend  te vinden in de gemeente Het Bildt, een voormalig Hollandse polder.
De indeling van de Bildtse kop-hals-rompboerderij is anders dan die van de Friese boerderij. Zo stonden koeien en paarden aan de korte kant van de voorgevel en met hun koppen naar binnen gericht, met voerluiken gescheiden van de tasruimte en een gangpad tegen de buitenmuur. Dezelfde stalindeling wordt gevonden in Zeeland en Zuid-Holland, maar ook op Terschelling en Wieringen, in de Stellingwerven en her en der in de Friese Wouden. Verondersteld wordt dat de van oorsprong Hollandse kolonisten hun boerderijvorm hebben meegenomen. Soortgelijke winkelhaakboerderijen waren te vinden in de Hoeksche Waard. Opvallend voor Het Bildt waren verder de luifels bij de boerderijen. 
Opmerkelijk is dat er in de 16e eeuw wienig schuren in Friesland voorkwamen, terwijl op het Bildt vermoedelijk al kort na de inpoldering in 1505 nieuwe schuren werden gebouwd. Op de kaart die Jan Jans Coster in 1570 van het Bildt tekende, staan niet meer dan zes schuren aangegeven. De oudste gedocumenteerde winkelhaakboerderij dateerde echter pas uit 1603. Bildtkenner Kees Kuiken denkt dat deze vorm was ontleend aan de kruikhuisboerderij en vermoedt dat deze bouwvorm rond 1600 is ingevoerd uit het Oude Rijngebied, waar enkele Bildtse families vandaan kwamen. Of de winkelhaakboerderij ooit dominant is geweest op Het Bildt wordt betwijfeld. 